# Dicranomyia atropos
Dicranomyia atropos är en tvåvingeart som beskrevs av Evgenyi Nikolayevich Savchenko 1983. Dicranomyia atropos ingår i släktet Dicranomyia och familjen småharkrankar. Inga underarter finns listade i Catalogue of Life.